# Szlak handlowy
Szlak handlowy – droga, czy też sieć dróg, regularnie wykorzystywana przez kupców, łącząca różne ośrodki produkcji i zbytu.
Termin ten najczęściej stosowany jest na określenie historycznych dróg handlowych, takich jak: Jedwabny Szlak, szlak Celtów przejęty przez Rzymian i nazwany Szlakiem Bursztynowym, szlak od Waregów do Greków, Via Regia czy Trakt Litewski w I Rzeczypospolitej.